# Abteufen

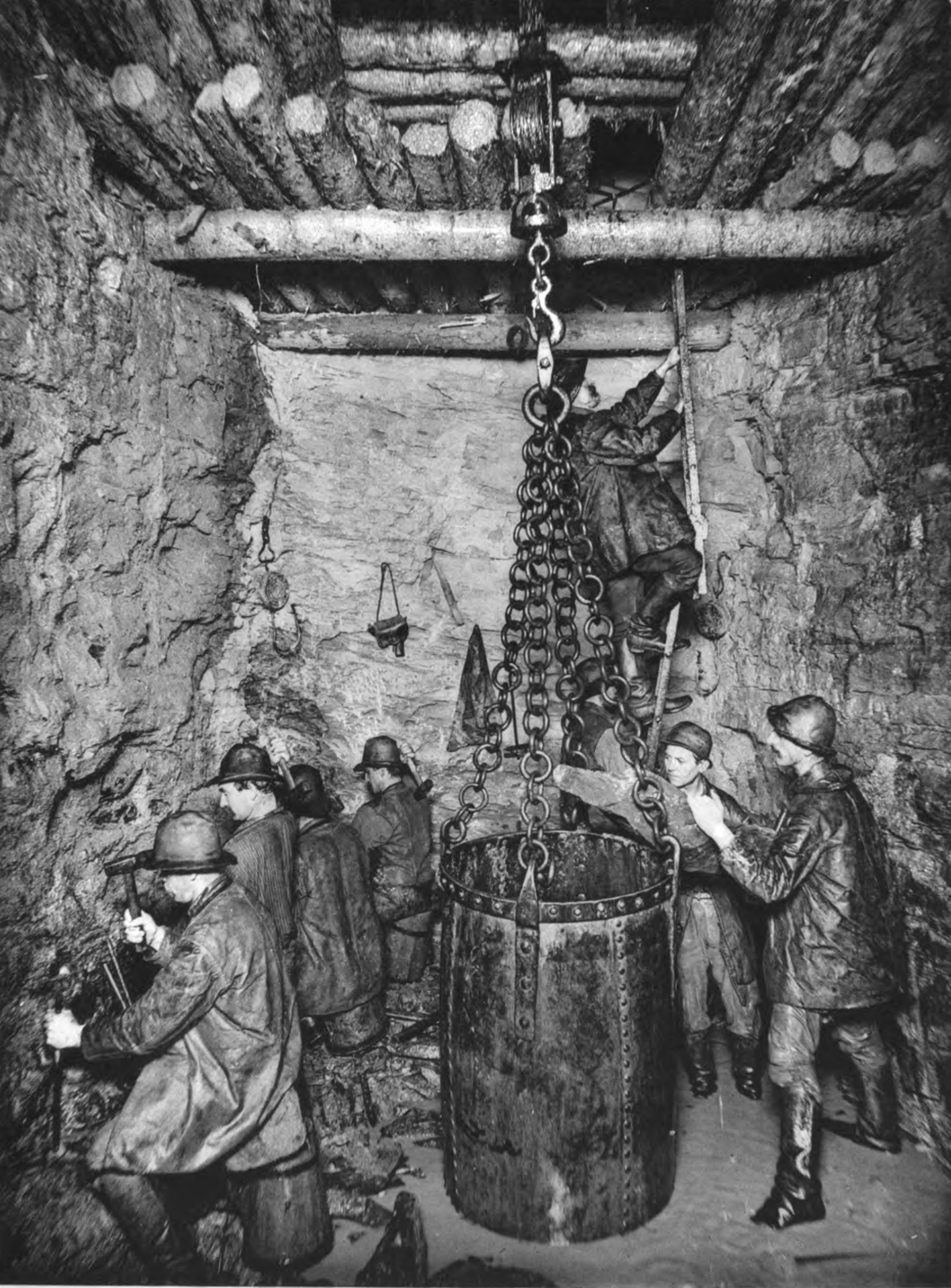
Manuelles Schachtabteufen mit Teufkübel (1894)

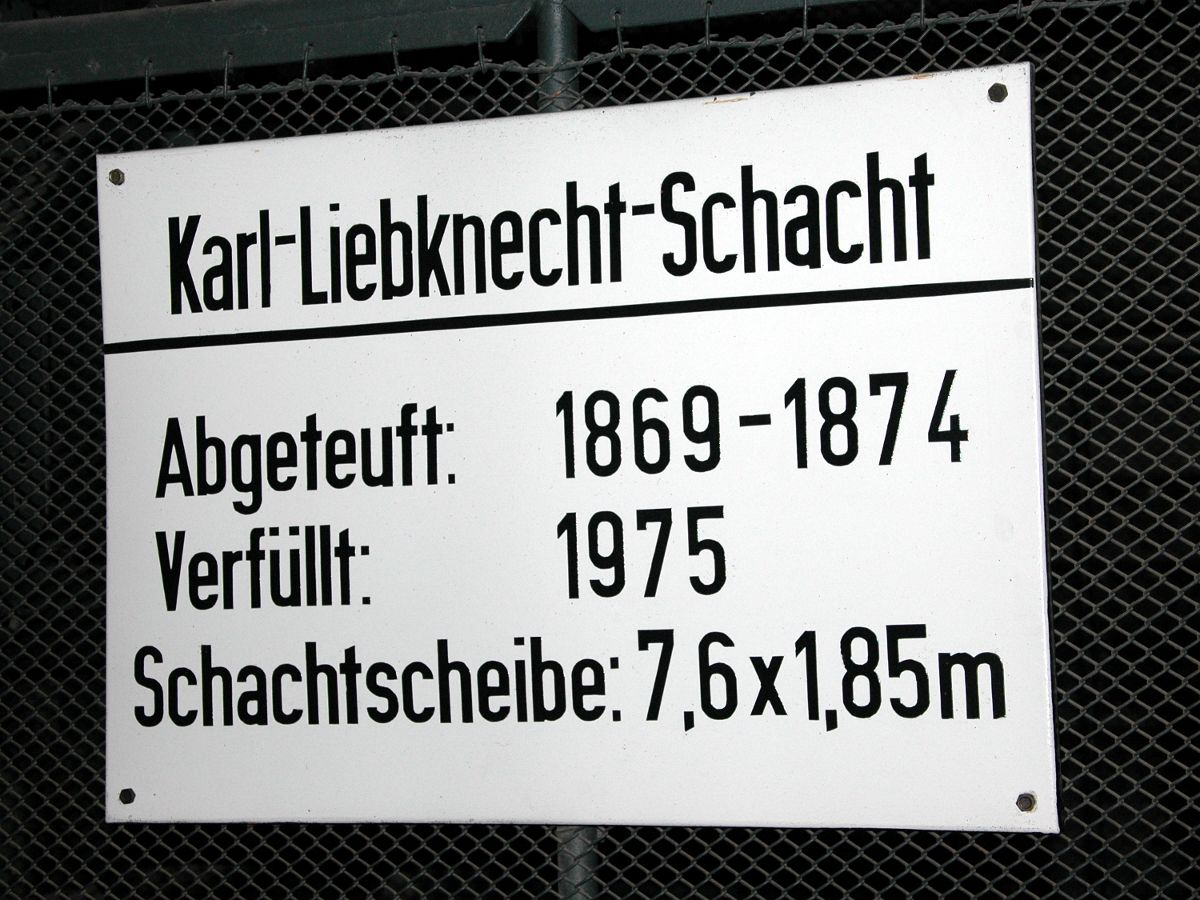
Schild am Karl-Liebknecht-Schacht in Oelsnitz/Erzgebirge. Das Abteufen erfolgte hier von 1869 bis 1874

Als Abteufen oder Teufen (auch: Niederbringen, Teufe = ältere Form für Tiefe) bezeichnet man in der Bergmannssprache die Herstellung von senkrechten (seigeren) Hohlräumen (Schächten, Blindschächten, Lichtlöchern oder Bunkern) zur Erschließung von Lagerstätten. Das Abteufen gehört zu den wagnisreichsten bergmännischen Arbeiten und ist für den dort tätigen Ingenieur eine große Herausforderung. Das Herstellen des senkrechten Grubenbaus erfolgt beim Abteufen von oben nach unten. Das Erreichen einer bestimmten bzw. relevanten Tiefe wird auch Endteufe genannt. 

## Geschichte
Erste Teufarbeiten wurden bereits in den Jahren 5500 bis 4000 vor Christus in  Abensberg-Arnhofen, heute Niederbayern, beim Feuersteinbergbau getätigt. Hier wurden in einem Feld rund 20.000 kleine Schächte bis zu einer Teufe von acht Metern gegraben. In der Neuzeit wurden beim Stollenbau im 18. Jahrhundert eine Vielzahl von Lichtlöchern zur Bewetterung der Stollen abgeteuft. In der Mitte des 19. Jahrhunderts wurden die Teufarbeiten wesentlich umfangreicher. In dieser Zeit ging man im Ruhrgebiet dazu über, die Kohlen im Tiefbau abzubauen. Hierfür wurden mehrere hundert Tiefbauschächte abgeteuft. Um die beim Tiefbau durch eindringendes Wasser entstehenden Probleme beherrschen zu können, wurden in der zweiten Hälfte des 19. Jahrhunderts das Kind-Chaudron-Verfahren und das Honigmann-Verfahren entwickelt und angewandt. Durch weiter verbesserte Verfahren und Techniken wurden im 20. Jahrhundert immer tiefere Schächte, mit Teufen von bis zu 3000 Metern, abgeteuft.

## Grundlagen

Abteufen eines Schachtes, Seigerriss

Das Wort wird aus der bergmännischen Bezeichnung Teufe für „Tiefe“ hergeleitet. Beim Abteufen von Tagesschächten (also Schächten, die bis ans Tageslicht reichen) müssen oftmals unterschiedlich beschaffene Schichten bearbeitet werden. Dabei ist es nicht unerheblich, ob man ein standfestes oder ein lockeres Gebirge durchteuft. Von Bedeutung ist es auch, ob man beim Teufen auf viel oder wenig Wasser trifft. Im Idealfall trifft man beim Abteufen auf standfestes Gebirge, das nur wenig oder überhaupt kein Wasser führt. Der unterirdische Grundwasserpegel schwankt, je nach örtlicher Lage, zwischen Null und achthundert Metern. Trifft man auf Wasser, so kann der Zufluss von Wasser die Teufarbeiten erschweren. Starke Probleme bereiten Deckgebirgsschichten mit Schwimmsand; hier müssen spezielle Verfahren angewendet werden, um den Einbruch von Schwimmsand zu stoppen. Das Durchteufen von mächtigen Schwimmsandschichten ist immer mit großen Schwierigkeiten verbunden, da die Gefahr besteht, dass die seitlichen Stöße hereinbrechen oder während der Teufarbeiten in den unteren Bereich der Schachtsohle laufen. Um einen Überblick über die örtlichen Gebirgsverhältnisse zu erhalten, wird mittels Tiefbohrungen das Gebirge untersucht, um so einen Punkt zu ermitteln, an dem die Schwimmsandschicht am dünnsten ist.

## Abteufverfahren
Beim Abteufen unterscheidet man mehrere Verfahren. Bis zur Mitte des 19. Jahrhunderts wurden die Schächte manuell erstellt. Im heutigen Bergbau unterscheidet man zwischen dem konventionellen Abteufen und dem Schachtbohrverfahren. Zusätzlich gibt es noch einige Sonderabteufverfahren. Diese Verfahren werden bei wenig standfestem und stark wasserführendem Gebirge angewandt. Welches Abteufverfahren letztendlich zur Anwendung kommt, ist von vielen Faktoren abhängig. Eine wesentliche Rolle bei der Wahl des Abteufverfahrens spielen die geologischen Faktoren wie die Beschaffenheit des Gebirges und die Höhe des Wasserzuflusses. Aber auch der Durchmesser des abzuteufenden Schachtes und seine Endteufe haben einen Einfluss auf das anzuwendende Abteufverfahren. Nicht jedes Abteufverfahren ist für große Teufen geeignet.

### Manuelles Abteufen
Beim manuellen Abteufen erfolgt das Abteufen mittels Handwerkzeugen. Gegraben wird mit Spaten oder Schaufel. Allerdings lassen sich so nur weiche Schichten bearbeiten. Das anfallende Erdreich wird mittels Eimern aus dem Schacht gefördert. Wenn es aufgrund der Gebirgsfestigkeit notwendig wird, werden die Keilhaue und die Kratze benutzt. Bei den manuellen Teufarbeiten können auch Keile zur Hilfe genommen werden. Bei mildem Gebirge, dort wo einfaches Handwerkzeug nicht mehr ausreicht, kann das manuelle Abteufen unter Zuhilfenahme von Abbauhämmern geschehen. Hierbei werden schwere Abbauhämmer, die als Aufreißhammer oder Betonbrecher bezeichnet werden, verwendet. Das herausgebrochene Gebirge wird anschließend abgefördert. Durch manuelles Abteufen werden Schächte mit einer Teufe von bis zu 20 Metern erstellt. Bei festem Gebirge oder/und bei größeren Teufen werden Schächte durch andere Verfahren wie Bohren und Sprengen abgeteuft.

### Konventionelles Verfahren

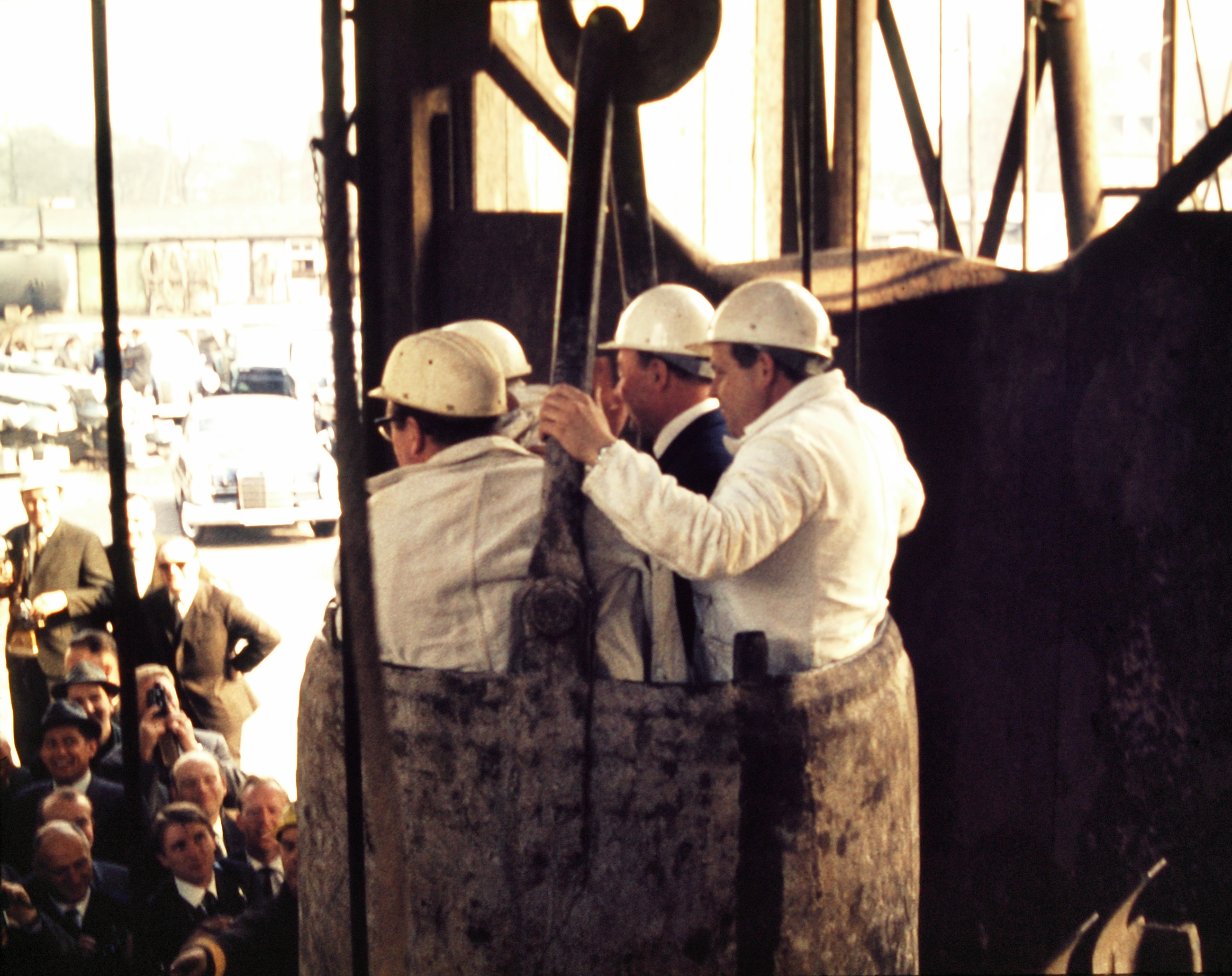
Befahrung mittels Teufkübel

Beim konventionellen Verfahren erfolgt das Abteufen im festen Gestein mittels Bohr- und Sprengarbeit. Hierzu wird in der Mitte der Schachtscheibe ein Einbruch gebohrt. Das seitliche Gestein wird mittels mehrerer, nach einem speziellen Bohrschema erstellter, Löcher angebohrt. Anschließend wird das Gestein mittels Sprengstoff gesprengt. Die Länge des Abschlages liegt in der Regel bei vier Metern. Das so hereingewonnene Gestein wird entweder von Hand oder mit einem Mehrschalengreifer oder einem Bagger in einen Abteufkübel gefüllt und mittels Teufhaspel oder Teufbobine bis zum Schachtansatzpunkt hochgefördert. Bei größeren Schächten werden Doppelbobinen mit zwei gegenläufigen Teufkübeln verwendet. Die Teufkübel werden, damit sie im Schacht nicht hin- und herschaukeln, im Schacht mittels Seilführung geführt.
Bestehen bereits ältere Strecken unterhalb des Schachtes oder ist es ohne besonderen Aufwand möglich, eine Strecke bis unter den Schacht aufzufahren, ist dies eine große Erleichterung für die Abteufarbeiten. Bevor nun der Schacht durch die Gesteinsschichten geteuft wird, wird zunächst ein größeres Bohrloch bis zur Schachtunterfahrung erstellt. Durch dieses Bohrloch kann das anfallende Wasser nach unten zur Schachtunterfahrung abgeleitet und von dort zur Wasserhaltung des Bergwerks abgepumpt werden. Teilweise ist es auch möglich, das Haufwerk durch das Bohrloch von der Schachtsohle zu entfernen; in der Regel muss das Haufwerk zum Schachtansatzpunkt hochgefördert werden. Mit dem konventionellen Abteufverfahren können Schächte in festem Gebirge in sämtlichen derzeit gängigen Teufen geteuft werden.

### Bohrverfahren
Das Abteufen von Schächten durch Schachtbohrverfahren erfolgt ähnlich wie das Tieflochbohren. Die ersten Schachtbohrverfahren, das Kind-Chaudron-Verfahren und das Honigmann-Verfahren, wurden gegen Ende der zweiten Hälfte des 19. Jahrhunderts bis Mitte der ersten Hälfte des 20. Jahrhunderts eingesetzt. Mit diesen Verfahren konnten Schächte bis zu einer Teufe von 500 Metern durch Bohren erstellt werden. Im Laufe der Jahre wurden weitere Schachtbohrverfahren wie das Lufthebeverfahren und Raise boring entwickelt. Das Raise boring, das aus dem amerikanischen Erzbergbau stammt, ist zurzeit Stand der Technik. Mit diesem Verfahren können Schächte bis zu einer Teufe von 1200 Metern und mit einem Durchmesser von bis zu sechs Metern erstellt werden. Bei trockenem und standfestem Gebirge werden unter Tage Blindschächte mit Gesenkbohrmaschinen erstellt. Bei Tagesschächten sind Bohrschächte in Europa eher die Ausnahme, das liegt insbesondere an der heute guten Beherrschbarkeit des Deckgebirges.

### Sonderabteufverfahren
Probleme beim Abteufen entstehen immer dann, wenn der Schacht durch sehr wasserreiche Lockergesteinsschichten oder Schwimmsand geteuft werden muss. Aber auch sehr klüftiges Gebirge kann, wenn es stark wasserführend ist, Probleme beim Teufen bereiten. Um die Teufarbeiten in solchen problematischen Gebirgsschichten zu sichern, gibt es mehrere Verfahren:
- das Senkschachtverfahren
- das Zementierverfahren
- das Spundwandverfahren
- das Gefrierverfahren[14]

Beim Senkschachtverfahren wird in den Abmessungen des Schachtes ein sogenannter Senkschuh erstellt, der aus eisernen Segmenten besteht. Der Senkschuh sichert die Stöße ab und dient gleichzeitig als bewegliche Montagebühne für die Schachtmauerung. Beim Zementierverfahren wird eine Suspension aus Zement und Wasser in das Gebirge gepresst und so der Wasserzufluss in den Schacht gestoppt. Beim Spundwandverfahren von Haase werden in Form des Schachtes Spundwände in den Boden getrieben. Früher wurden Spundwände aus Holzpfählen erstellt, die mit Nut und Feder versehen waren; heute bestehen diese Spundwände aus Stahlsegmenten. Beim Gefrierschachtverfahren von Poetsch wird das Gebirge mit seinem Wasseranteil eingefroren und somit standfest gemacht. Anschließend wird der Schacht konventionell abgeteuft. Streng genommen zählt auch das Schachtbohrverfahren von Honigmann zu den Sonderabteufverfahren. Bis auf das Zementierverfahren und das Honigmann-Verfahren sind alle Verfahren nur für begrenzte Teufen bis maximal 30 Meter anwendbar. Das Zementierverfahren ist für jede Teufe anwendbar.

## Bauabschnitte bei der Erstellung von Tagesschächten
Das Abteufen eines Schachtes wird in einzelne Bauabschnitte aufgeteilt. Zunächst müssen über Tage Erdarbeiten getätigt werden. Hiernach erfolgt anschließend der Bau des Schachtkellers. Bei Abwetterschächten muss zusätzlich noch der Wetterkanal erstellt werden. Ein weiterer Bauabschnitt ist die Erstellung des Vorschachtes. Anschließend beginnen die eigentlichen Teufarbeiten. Nachdem diese Arbeiten beendet sind, werden noch Abschlussarbeiten durchgeführt.

### Vorbereitungsarbeiten und Bau des Schachtkellers
Im Oberflächenbereich werden im Bereich des Schachtansatzpunktes zunächst unterschiedliche Erdbauarbeiten durchgeführt. Anschließend werden die Fundamente für Abteufanlage und die Versorgungseinrichtungen erstellt. Zusätzlich werden die Betonarbeiten für den Schachtkeller durchgeführt. Die allgemeinen Bauarbeiten werden nicht von Bergbauspezialisten, sondern von normalen Baufirmen erledigt. Nach den Fundamentarbeiten werden die erforderlichen Maschinen wie die Abteufwinde und die Winde für die Montagebühne installiert. Mit der Abteufwinde werden bei den Teufarbeiten der Bergekübel und der Greifer bewegt.

### Vorschachterstellung
Die Arbeiten für den Vorschacht laufen in der Regel parallel zu den anderen Vorbereitungsarbeiten. Die oberen lockeren Gesteinsschichten werden mit einem Bagger mit tiefem Löffel abgetragen. Die Seitenwände werden in regelmäßigen Abständen von 2,5 Metern mit einer Spritzbetonschicht gegen Steinfall gesichert. Probleme können hier bereits im oberen Bereich durch den starken Zufluss von Grundwasser auftreten. Die weiteren Teufarbeiten für den Vorschacht werden dann unter Zuhilfenahme eines Sonderabteufverfahrens, wie zum Beispiel dem Gefrierverfahren, durchgeführt. Sobald man bei den Teufarbeiten auf festes Gestein trifft, können keine Baggerarbeiten mehr durchgeführt werden. Nun muss mit schwerem Gerät wie Hydraulikhämmern das Gestein bearbeitet werden. Ab einer bestimmten Teufe ist das Gestein so fest, dass die weiteren Arbeiten mittels Bohr und Sprengarbeit durchgeführt werden müssen. Der Vorschacht wird auf eine Teufe von bis zu 50 Metern erstellt. Dort wo es erforderlich ist, kann der Vorschacht auf eine größere Teufe erstellt werden.

### Die weiteren Teufarbeiten
Nachdem der Vorschacht erstellt ist, beginnen die Vorarbeiten für das weitere Teufen des Schachtes.

#### Vorbereitungen
Werden Schächte mittels Schachtbohrverfahren erstellt, muss zunächst das erforderliche Bohrgerät installiert werden. Anschließend wird der Schacht entsprechend dem jeweiligen Bohrverfahren gebohrt. Wenn Schächte konventionell abgeteuft werden, muss zunächst über dem abzuteufenden Schacht ein Abteufgerüst montiert werden. Da im Schacht gearbeitet wird, muss ab einer bestimmten Teufe für eine künstliche Bewetterung mittels Ventilator gesorgt werden. In der Regel muss diese Bewetterung ab einer Schachtteufe von über 30 Metern eingerichtet werden. Um die frischen Wetter bis zur Schachtsohle zu blasen, werden im Schacht Lutten eingehängt. Zur Sicherheit der im Schacht befindlichen Bergleute gegen fallende Gegenstände werden an der Schachtöffnung Schachtklappen angebracht. Damit die Schachtbelegschaft im Gefahrenfall, durch ein unvorhersehbares Ereignis wie Gaseinbruch, Wassereinbruch oder Versagen der Kübelförderung, aus dem Schacht fliehen kann, muss eine zweite Fahrungsmöglichkeit vorhanden sein. Dies sind in der Regel Fahrten oder Hängefahrten, die im Schacht nach und nach entsprechend der Schachtteufe eingebaut werden. Des Weiteren muss die Kübelförderung und die Bohreinrichtung für die Sprengbohrlöcher montiert werden. Außerdem muss eine Arbeitsbühne eingehängt werden. Auf dieser Arbeitsbühne befindet sich eine Spritzbetoneinrichtung. Damit bei den Arbeiten ausreichend Licht vorhanden ist, muss eine entsprechende Beleuchtung installiert werden. Für die Energieversorgung müssen Rohrleitungen für die Druckluft und Stromkabel sowie Signalkabel zur Verständigung mit dem Fördermaschinisten mitgeführt werden.

#### Teufen des weiteren Schachtes
Nachdem die Maschinen und Geräte installiert und betriebsbereit sind, beginnen die weiteren Teufarbeiten. Im Wechsel werden nun die Sprenglöcher gebohrt, besetzt und das Gebirge gesprengt. Anschließend wird ein vorläufiger Ausbau, bestehend aus Stahlringen, eingebracht. Dieser vorläufige Ausbau dient als Schutz der auf der Schachtsohle arbeitenden Menschen vor Steinfall. Das herausgesprengte Haufwerk wird danach weggeladen. Hierfür werden Greifer verwendet, die im oberen Schacht zunächst noch von der Teufbobine bedient werden. Mit zunehmender Teufe wird eine spezielle Greiferbühne im Schacht montiert, von der aus der Greifer bedient wird. Sobald der Teufkübel gefüllt ist, wird er abgefördert. Dieser Vorgang wird solange wiederholt, bis das gesamte Haufwerk weggeladen ist. Nun wird der Schachtausbau eingebracht. Je nach Wasserzulauf muss eine entsprechende Wasserhaltung auf der Schachtsohle betrieben werden. Bei geringen Wasserzulauf reicht es aus, das Wasser mittels Schöpfen von der Schachtsohle zu entfernen und über den Teufkübel abzufördern. Bei größerem Wasserzulauf müssen entsprechend leistungsfähige Pumpen in Betrieb genommen werden. Die Arbeiten Bohren, Sprengen, Sichern, Laden und Abfördern des Haufwerks sowie Einbau des Schachtausbaus wiederholen sich kontinuierlich, bis der Schacht fertiggeteuft ist. Nachdem der Schacht die tiefste Sohle erreicht hat, wird noch der Schachtsumpf erstellt.

### Abschlussarbeiten
Nachdem der Schacht komplett abgeteuft wurde, sind noch einige Abschlussarbeiten zu tätigen. Im Schachtsumpf muss eine Pumpenbühne montiert werden. An den jeweiligen Sohlenanschlägen werden die Schachtstühle eingebaut. Im Schacht werden die erforderlichen Einstriche und die Schachtführung eingebaut. Nachdem die Einbauten montiert sind, wird die Teufausrüstung demontiert. Alle nicht mehr benötigten Rohrleitungen werden ausgebaut. Sämtliche Schutzbühnen und die Schachtabdeckung werden abgebaut. Als letztes wird das Teufgerüst demontiert und die Teufbobine abgebaut.

## Abteufen bei laufender Förderung
Im Steinkohlenbergbau ist es oft erforderlich, einen Schacht tiefer zu teufen, ohne dabei die laufende Förderung zu unterbrechen. Damit die im Schacht arbeitenden Bergleute nicht gefährdet werden, werden Schutzmaßnahmen getroffen. Eine Möglichkeit ist der Einbau einer Schutzbühne, die die gesamte Schachtscheibe abdeckt und im oberen Teil des Schachtsumpfs platziert wird. Die Bühne besteht aus einer Trägerlage, Unterzügen und einem sogenannten Sprengwerk. Über der Bühne wird eine mehrere Meter dicke Schicht aus Schwemmbims oder Lavakies aufgetragen. Die Schicht hat die Aufgabe, den Aufprall eventuell in den Schacht fallender Gegenstände zu dämpfen. Die Stärke der Schüttung muss vorher rechnerisch ermittelt werden. Die Materialien für die Auflage müssen aus nicht brennbaren Materialien bestehen.
Eine weitere Möglichkeit ist das Stehenlassen einer mehrere Meter dicken Gebirgsschicht, der sogenannten Bergfeste. Hierzu wird neben dem Schacht ein Blindschacht geteuft, der einige Meter tiefer ist als der Schachtsumpf. Anschließend wird eine kurze Strecke bis unter den Schachtsumpf gefahren und von dort der Schacht tiefer geteuft. Die Bergfeste wird mit Ausbau gesichert und dient als natürliche Sicherheitsbühne. Nachdem der Schacht genügend tief geteuft ist, wird die Bergfeste entfernt. Es wurden Kombinationen von Bergfeste und Schutzbühne eingesetzt. Dabei bestand die eine Hälfte des Schutzdaches aus einer Bergfeste und die andere Hälfte aus einer mit einem Polster bedeckten Schiebebühne. Das Polster bestand dabei aus einer etwa 1,5 Meter dicken Schicht aus alten Förderseilen oder aus Faschinen. So konnte die Bergeförderung durch die Fördermaschine ausgeführt werden, und es wurde kein zusätzlicher Haspel benötigt.

## Abteufen von Blindschächten
Blindschächte werden entweder von oben nach unten oder von unten nach oben erstellt. Bei der Erstellung von oben nach unten nennt man einen so erstellten Blindschacht auch Gesenk. Das Erstellen von unten nach oben bezeichnet man als Hochbrechen oder Aufbrechen. Größere Querschnitte, wie sie auch bei Schachtbunkern vorkommen, werden in der Regel im Gesenkverfahren erstellt. Auch dann, wenn Blindschächte von einer oberen Sohle geteuft werden und noch vor der nächsttieferen Sohle enden sollen, lassen sie sich nur als Gesenk erstellen. Umgekehrt können Blindschächte, die von einer unteren Sohle erstellt werden und vor der oberen Sohle enden, nur durch Hochbrechen erstellt werden. Beim Erstellen eines Blindschachtes als Aufbruch fällt das aus dem Gebirge herausgelöste Gestein zur unteren Sohle. Beim Gesenkverfahren muss das herausgesprengte Haufwerk verladen und mittels Abteufkübel zur nächsthöheren Sohle gefördert werden. Eine weitere Möglichkeit ist es, Blindschächte mittels einer Schachtabsenkanlage abzuteufen. Beim Abteufen von Blindschächten zwischen zwei Sohlen lässt sich dies auch mittels Großbohrloch tätigen. Hierfür wird zunächst ein Vorbohrloch erstellt und anschließend der restliche Querschnitt mittels Nachbrechen erweitert. Mit diesem Verfahren lassen sich sogar Blindschachtköpfe erstellen.